# Раджарата

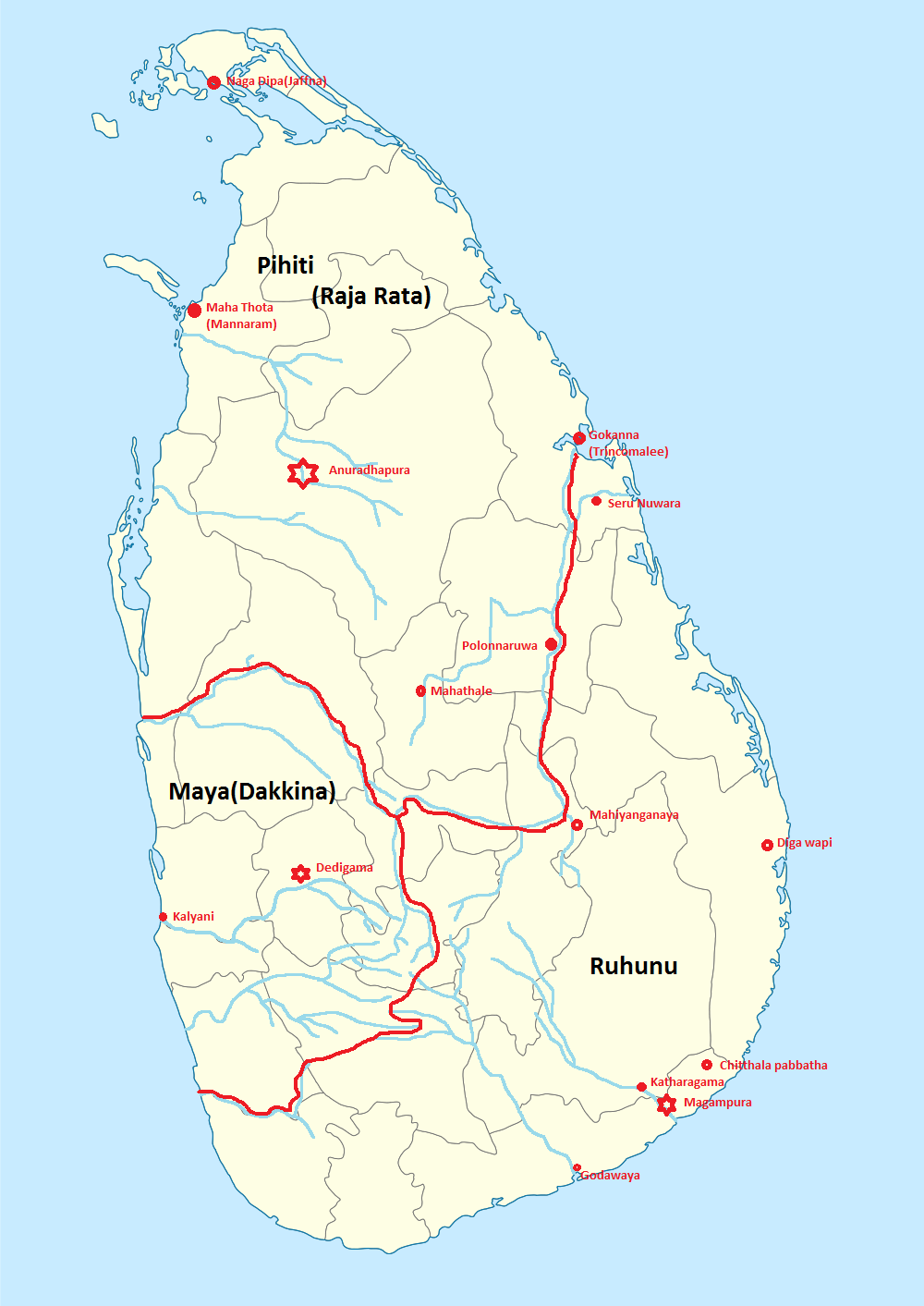
Раджарата

Раджарата (раджа — цар, рата — країна, земля, тобто Земля Царів) — це назва області на острові Шрі-Ланка, царі з якої правили країною з V століття до н. е. до початку XIII століття н. е. Столицею цього регіону спочатку було місто Анурадхапура (з V століття до н. е. по кінець X століття н. е.), а потім місто Полоннарува (з XI століття н. е. до початку XIII століття н. е.) в Північно-Центральній провінції. Уттарадеса — це північна частина Раджарати, яка охоплює півострів Джафна.